# Ärtknubbens naturreservat
Ärtknubbens naturreservat är ett naturreservat i Leksands kommun i Dalarnas län.
Området är naturskyddat sedan 2019 och är 149 hektar stort. Reservatet omfattar sydöstra sluttningen av Ärtberget med bergknallen Ärtknubben och bäcken som avvattnar Ärten till Fjällgrycken med kringliggande våtmark. Reservatet består på berget av tallar och nedanför växer gran och i de sumpiga områden kring bäcken björk, asp och sälg.